# پردایس پاینز (کالیفرنیا)
پردایس پاینز (به انگلیسی: Paradise Pines) یک منطقهٔ مسکونی در ایالات متحده آمریکا است که در شهرستان بیوت، کالیفرنیا واقع شده‌است. پردایس پاینز ۷۴۵ متر بالاتر از سطح دریا واقع شده‌است.